# 구 고창고등보통학교 강당
구 고창고등보통학교 강당(舊 高敞高等普通學校 講堂)는 대한민국 전북특별자치도 고창군 고창읍, 고창고등학교에 있는 일제강점기의 건축물이다. 2005년 6월 18일 대한민국의 국가등록문화재 제176호로 지정되었다.

## 같이 보기
- 고창고등학교

## 참고 자료
- 구 고창고등보통학교 강당 - 국가유산청 국가유산포털